# Saldurspitze
Die Saldurspitze (italienisch Punta Saldura), auch Salurnspitze genannt, ist ein 3433 m s.l.m. hoher Berg im Saldurkamm in den südlichen Ötztaler Alpen in der italienischen Provinz Südtirol. Zusammen mit der etwas höheren Lagaunspitze bildet sie einen Doppelgipfel mit eindrucksvoller Rundsicht. Der Berg sendet ausgeprägte Grate nach Norden, Südosten und Südwesten aus. Die erste Besteigung fand 1853 im Rahmen der militärischen österreichischen Landesvermessung statt, touristisch wird die Saldurspitze seit 1876 begangen. Durch ihre einsame Lage weitab von Schutzhütten und Ortschaften gehört sie zu den selten besuchten Gipfeln der Ötztaler Alpen. 

## Lage und Umgebung
Der Saldurkamm ist eine Bergkette, die im Norden an der Inneren Quellspitze ihren Anfang nimmt und vom Alpenhauptkamm südwärts Richtung Vinschgau streicht. Die Saldurspitze und die umgebenden Gipfel des Saldurkamms besitzen nach Osten zum Schnalstal hin eine große geografische Dominanz. Gegen Westen fallen die Gipfelflanken ins Matscher Tal ab. Die Spitze ist von Gletschern umgeben, an der Ostseite liegt der im Zuge der Erderwärmung in mehrere Eisflächen aufgeteilte Lazaunferner, im Westen der Nördliche Saldurferner und im Süden der Lagaunferner. Benachbarte Berge sind im Verlauf des Südostgrats die 3439 m hohe Lagaunspitze, die als Zwillingsgipfel der Saldurspitze aufgefasst wird. Im Verlauf des Südwestgrats, getrennt durch eine Scharte auf 3358 m Höhe, liegt der 3429 m hohe Saldurkopf, am Nordgrat der Saldurspitze liegt, getrennt durch ein firnbedecktes Joch (3225 m), die Lazaunspitze mit 3313 m Höhe. Der Ort Kurzras in der Gemeinde Schnals liegt etwa vier Kilometer Luftlinie nordöstlich der Saldurspitze.

## Begehung
Der Weg der Erstbesteiger am 7. September 1876 durch Carl Hecke aus Reichenbach und seinem Bergführer Gabriel Spechtenhauser aus Vent führte von Kurzras aus in südwestlicher Richtung über den Lazaunferner über den Nordgrat hinauf zum Gipfel der Saldurspitze und zur Lagaunspitze. Trotz der eindrucksvollen Aussicht werden die Saldurspitze und ihre benachbarten Gipfel nur selten bestiegen, daher sind Wegverläufe im oberen Bereich oft nicht erkennbar. Ausgangspunkt für eine Begehung auf dem Normalweg (Weg der Erstbesteiger) ist das Dorf Kurzras auf 2011 m Höhe. Vom Dorf aus führt die Route in westlicher Richtung zunächst auf dem Weg Nummer 11 hinauf zur Lazaunalm (2427 m), dann weiter entlang auf einem kaum erkennbaren Steindaubenweg zum nördlichen Teil des Lazaunferners. Weiter geht es als Hochtour mit entsprechender Ausrüstung und Erfahrung über den spaltenreichen Gletscher und den Nordgrat in leichter Kletterei im Schwierigkeitsgrad UIAA I in, laut Literatur, fünf Stunden zum Gipfel. Auch über die anderen Grate führen teilweise schwere Klettertouren bis zum Schwierigkeitsgrad UIAA III auf die Saldurspitze.

## Name
Der Name geht vermutlich auf ein vorrömisches *salurna bzw. *saladura mit der Bedeutung „Gelände mit Rinnsälen“ (zu *sala, „Rinnsal“) zurück.